# 대전시 을 (1971년 선거구)
대전시 을은 대한민국의 옛 국회의원 선거구이다. 당시 충청남도 대전시의 일부 지역을 관할했다.

## 역사
제8대 국회의원 선거를 앞두고 대전시 선거구가 갑, 을로 분구되면서 신설되었다.
제9대 국회의원 선거를 앞두고 대전시 갑, 을 선거구가 다시 통합되어 대전시 선거구를 이루게 되면서 폐지되었다.

## 역대 국회의원
| 선거   | 정당 | 정당       | 의원   |
| ------ | ---- | ---------- | ------ |
| 1971년 |      | 민주공화당 | 김용태 |

## 역대 선거 결과

### 대한민국 제8대 국회의원 선거
|  | 55.86% |

|  | 36.46% |

|  | 7.66% |